# スノフ川の戦い
スノフ川の戦い（ロシア語: Битва на реке Снове）は1068年11月1日にスノフスク（現ウクライナ・チェルニーヒウ州セドニウ）近郊及びスノフ川で行われた戦いである。チェルニゴフ公スヴャトスラフがポロヴェツ族のハン・シャルカンに勝利した。

## 歴史

### 前史
同年のアリタ川の戦いでルーシ諸公国軍を打ち破ったポロヴェツ族は、キエフ公国、ペレヤスラヴリ公国、チェルニゴフ公国領で略奪を行った。チェルニゴフ付近の村を焼き払い始めたポロヴェツ軍に対し、チェルニゴフ公スヴャトスラフは自身のドルジーナ（従士団）とオポルチェニエ（民兵）を率いて出撃した。年代記によれば、スヴャトスラフ率いるルーシ軍は3千人、ポロヴェツ軍は1万2千人であったとされる。

### 戦闘
ルーシの軍勢は、スノフスク付近でポロヴェツ軍と会戦した。ルーシ軍の先制攻撃によって、ポロヴェツの騎兵隊のほとんどが戦死、あるいはスノフ川を撤退する際に溺死した。『ノヴゴロド第一年代記』は、このときポロヴェツ族の指揮官シャルカンを捕虜にしたと記している。

### 結果
敗れたポロヴェツ族はキエフ・ルーシ領から撤退した。スノフ川の戦いは、記録される中で、ルーシ諸公国軍がポロヴェツ軍に勝利した最初の戦いである。